# Institut de technologie Stevens
Pour les articles homonymes, voir Stevens.
L'institut de technologie Stevens (Stevens Institute of Technology) est une université privée américaine située à Hoboken  dans le New Jersey.
Officiellement enregistrée comme université en 1870, c'est l'un des plus vieux instituts de technologie des États-Unis, et il a été le premier lycée à se consacrer au génie mécanique. Le campus comprend le belvédère de Castle Point, point culminant de la ville, et divers immeubles en ville.
Fondé en 1868 grâce à un legs d'Edwin A. Stevens, cet établissement forme plus de 5 000 étudiants venant de 47 états américains et de 60 pays. Elle possède trois centres d'excellence nationaux reconnus par les ministères américains de la défense et de la sécurité nationale,,.

## Étudiants réputés
Deux anciens élèves ont obtenu le prix Nobel : Frederick Reines (promotion 1939), en physique, et Irving Langmuir (faculté de chimie, promotion 1906–1909), en chimie.
Ole Singstad y a été fait docteur honoris causa pour sa carrière.